# Acquario di Cala Gonone
L'acquario di Cala Gonone è una moderna struttura dedicata alla fauna acquatica che si affaccia nel golfo di Orosei, in Sardegna.

## La struttura
L'acquario, inaugurato nel luglio 2010, dispone di 40 vasche, delle quali 15 di ambientamento e cura e 24 espositive con specie tipiche del Mediterraneo più una dedicata alla fauna ittica dei mari tropicali. Complessivamente le specie ospitate sono circa 300 per un totale di circa 2000 esemplari.  È presente anche una vasca tattile dove i visitatori possono toccare razze, paguri e stelle marine.
La progettazione della struttura è dell'architetto Sebastiano Gaias, l'allestimento degli interni e gli impianti tecnologici sono stati curati dall'architetto Peter Chermayeff.

## Visite
La lunghezza del percorso di visita è di circa 200 metri e la durata media della visita è di circa 40 minuti. L'affluenza dei visitatori si è attestata intorno alle cinquantamila presenze annue. Nel 2020 a causa delle misure di contenimento della pandemia di COVID-19 la struttura, dopo il periodo di chiusura, ha riaperto a fine maggio rinunciando, temporaneamente, alle visite guidate.